# .invalid
.invalid este un domeniu de internet invalid (așa cum arată și numele) folosit ca și domeniul de internet .example.